# 1200
Portal Geschichte | Portal Biografien | Aktuelle Ereignisse | Jahreskalender | Tagesartikel

◄ |
11. Jahrhundert |
12. Jahrhundert
| 13. Jahrhundert | ►

◄ |
1170er |
1180er |
1190er |
1200er
| 1210er | 1220er | 1230er | ►

◄◄ |
◄ |
1196 |
1197 |
1198 |
1199 |
1200
| 1201 | 1202 | 1203 | 1204 | ► | ►►
Staatsoberhäupter  · Nekrolog
| Januar | Januar | Januar | Januar | Januar | Januar | Januar | Januar |
| Kw     | Mo     | Di     | Mi     | Do     | Fr     | Sa     | So     |
| ------ | ------ | ------ | ------ | ------ | ------ | ------ | ------ |
| 52     |        |        |        |        |        | 1      | 2      |
| 1      | 3      | 4      | 5      | 6      | 7      | 8      | 9      |
| 2      | 10     | 11     | 12     | 13     | 14     | 15     | 16     |
| 3      | 17     | 18     | 19     | 20     | 21     | 22     | 23     |
| 4      | 24     | 25     | 26     | 27     | 28     | 29     | 30     |
| 5      | 31     |        |        |        |        |        |        |

| Februar | Februar | Februar | Februar | Februar | Februar | Februar | Februar |
| Kw      | Mo      | Di      | Mi      | Do      | Fr      | Sa      | So      |
| ------- | ------- | ------- | ------- | ------- | ------- | ------- | ------- |
| 5       |         | 1       | 2       | 3       | 4       | 5       | 6       |
| 6       | 7       | 8       | 9       | 10      | 11      | 12      | 13      |
| 7       | 14      | 15      | 16      | 17      | 18      | 19      | 20      |
| 8       | 21      | 22      | 23      | 24      | 25      | 26      | 27      |
| 9       | 28      | 29      |         |         |         |         |         |

| März | März | März | März | März | März | März | März |
| Kw   | Mo   | Di   | Mi   | Do   | Fr   | Sa   | So   |
| ---- | ---- | ---- | ---- | ---- | ---- | ---- | ---- |
| 9    |      |      | 1    | 2    | 3    | 4    | 5    |
| 10   | 6    | 7    | 8    | 9    | 10   | 11   | 12   |
| 11   | 13   | 14   | 15   | 16   | 17   | 18   | 19   |
| 12   | 20   | 21   | 22   | 23   | 24   | 25   | 26   |
| 13   | 27   | 28   | 29   | 30   | 31   |      |      |

| April | April | April | April | April | April | April | April |
| Kw    | Mo    | Di    | Mi    | Do    | Fr    | Sa    | So    |
| ----- | ----- | ----- | ----- | ----- | ----- | ----- | ----- |
| 13    |       |       |       |       |       | 1     | 2     |
| 14    | 3     | 4     | 5     | 6     | 7     | 8     | 9     |
| 15    | 10    | 11    | 12    | 13    | 14    | 15    | 16    |
| 16    | 17    | 18    | 19    | 20    | 21    | 22    | 23    |
| 17    | 24    | 25    | 26    | 27    | 28    | 29    | 30    |

| Mai | Mai | Mai | Mai | Mai | Mai | Mai | Mai |
| Kw  | Mo  | Di  | Mi  | Do  | Fr  | Sa  | So  |
| --- | --- | --- | --- | --- | --- | --- | --- |
| 18  | 1   | 2   | 3   | 4   | 5   | 6   | 7   |
| 19  | 8   | 9   | 10  | 11  | 12  | 13  | 14  |
| 20  | 15  | 16  | 17  | 18  | 19  | 20  | 21  |
| 21  | 22  | 23  | 24  | 25  | 26  | 27  | 28  |
| 22  | 29  | 30  | 31  |     |     |     |     |

| Juni | Juni | Juni | Juni | Juni | Juni | Juni | Juni |
| Kw   | Mo   | Di   | Mi   | Do   | Fr   | Sa   | So   |
| ---- | ---- | ---- | ---- | ---- | ---- | ---- | ---- |
| 22   |      |      |      | 1    | 2    | 3    | 4    |
| 23   | 5    | 6    | 7    | 8    | 9    | 10   | 11   |
| 24   | 12   | 13   | 14   | 15   | 16   | 17   | 18   |
| 25   | 19   | 20   | 21   | 22   | 23   | 24   | 25   |
| 26   | 26   | 27   | 28   | 29   | 30   |      |      |

| Juli | Juli | Juli | Juli | Juli | Juli | Juli | Juli |
| Kw   | Mo   | Di   | Mi   | Do   | Fr   | Sa   | So   |
| ---- | ---- | ---- | ---- | ---- | ---- | ---- | ---- |
| 26   |      |      |      |      |      | 1    | 2    |
| 27   | 3    | 4    | 5    | 6    | 7    | 8    | 9    |
| 28   | 10   | 11   | 12   | 13   | 14   | 15   | 16   |
| 29   | 17   | 18   | 19   | 20   | 21   | 22   | 23   |
| 30   | 24   | 25   | 26   | 27   | 28   | 29   | 30   |
| 31   | 31   |      |      |      |      |      |      |

| August | August | August | August | August | August | August | August |
| Kw     | Mo     | Di     | Mi     | Do     | Fr     | Sa     | So     |
| ------ | ------ | ------ | ------ | ------ | ------ | ------ | ------ |
| 31     |        | 1      | 2      | 3      | 4      | 5      | 6      |
| 32     | 7      | 8      | 9      | 10     | 11     | 12     | 13     |
| 33     | 14     | 15     | 16     | 17     | 18     | 19     | 20     |
| 34     | 21     | 22     | 23     | 24     | 25     | 26     | 27     |
| 35     | 28     | 29     | 30     | 31     |        |        |        |

| September | September | September | September | September | September | September | September |
| Kw        | Mo        | Di        | Mi        | Do        | Fr        | Sa        | So        |
| --------- | --------- | --------- | --------- | --------- | --------- | --------- | --------- |
| 35        |           |           |           |           | 1         | 2         | 3         |
| 36        | 4         | 5         | 6         | 7         | 8         | 9         | 10        |
| 37        | 11        | 12        | 13        | 14        | 15        | 16        | 17        |
| 38        | 18        | 19        | 20        | 21        | 22        | 23        | 24        |
| 39        | 25        | 26        | 27        | 28        | 29        | 30        |           |

| Oktober | Oktober | Oktober | Oktober | Oktober | Oktober | Oktober | Oktober |
| Kw      | Mo      | Di      | Mi      | Do      | Fr      | Sa      | So      |
| ------- | ------- | ------- | ------- | ------- | ------- | ------- | ------- |
| 39      |         |         |         |         |         |         | 1       |
| 40      | 2       | 3       | 4       | 5       | 6       | 7       | 8       |
| 41      | 9       | 10      | 11      | 12      | 13      | 14      | 15      |
| 42      | 16      | 17      | 18      | 19      | 20      | 21      | 22      |
| 43      | 23      | 24      | 25      | 26      | 27      | 28      | 29      |
| 44      | 30      | 31      |         |         |         |         |         |

| November | November | November | November | November | November | November | November |
| Kw       | Mo       | Di       | Mi       | Do       | Fr       | Sa       | So       |
| -------- | -------- | -------- | -------- | -------- | -------- | -------- | -------- |
| 44       |          |          | 1        | 2        | 3        | 4        | 5        |
| 45       | 6        | 7        | 8        | 9        | 10       | 11       | 12       |
| 46       | 13       | 14       | 15       | 16       | 17       | 18       | 19       |
| 47       | 20       | 21       | 22       | 23       | 24       | 25       | 26       |
| 48       | 27       | 28       | 29       | 30       |          |          |          |

| Dezember | Dezember | Dezember | Dezember | Dezember | Dezember | Dezember | Dezember |
| Kw       | Mo       | Di       | Mi       | Do       | Fr       | Sa       | So       |
| -------- | -------- | -------- | -------- | -------- | -------- | -------- | -------- |
| 48       |          |          |          |          | 1        | 2        | 3        |
| 49       | 4        | 5        | 6        | 7        | 8        | 9        | 10       |
| 50       | 11       | 12       | 13       | 14       | 15       | 16       | 17       |
| 51       | 18       | 19       | 20       | 21       | 22       | 23       | 24       |
| 52       | 25       | 26       | 27       | 28       | 29       | 30       | 31       |

| Januar | Januar | Januar | Januar | Januar | Januar | Januar | Januar |
| Kw     | Mo     | Di     | Mi     | Do     | Fr     | Sa     | So     |
| ------ | ------ | ------ | ------ | ------ | ------ | ------ | ------ |
| 52     |        |        |        |        |        | 1      | 2      |
| 1      | 3      | 4      | 5      | 6      | 7      | 8      | 9      |
| 2      | 10     | 11     | 12     | 13     | 14     | 15     | 16     |
| 3      | 17     | 18     | 19     | 20     | 21     | 22     | 23     |
| 4      | 24     | 25     | 26     | 27     | 28     | 29     | 30     |
| 5      | 31     |        |        |        |        |        |        |

| Februar | Februar | Februar | Februar | Februar | Februar | Februar | Februar |
| Kw      | Mo      | Di      | Mi      | Do      | Fr      | Sa      | So      |
| ------- | ------- | ------- | ------- | ------- | ------- | ------- | ------- |
| 5       |         | 1       | 2       | 3       | 4       | 5       | 6       |
| 6       | 7       | 8       | 9       | 10      | 11      | 12      | 13      |
| 7       | 14      | 15      | 16      | 17      | 18      | 19      | 20      |
| 8       | 21      | 22      | 23      | 24      | 25      | 26      | 27      |
| 9       | 28      | 29      |         |         |         |         |         |

| März | März | März | März | März | März | März | März |
| Kw   | Mo   | Di   | Mi   | Do   | Fr   | Sa   | So   |
| ---- | ---- | ---- | ---- | ---- | ---- | ---- | ---- |
| 9    |      |      | 1    | 2    | 3    | 4    | 5    |
| 10   | 6    | 7    | 8    | 9    | 10   | 11   | 12   |
| 11   | 13   | 14   | 15   | 16   | 17   | 18   | 19   |
| 12   | 20   | 21   | 22   | 23   | 24   | 25   | 26   |
| 13   | 27   | 28   | 29   | 30   | 31   |      |      |

| April | April | April | April | April | April | April | April |
| Kw    | Mo    | Di    | Mi    | Do    | Fr    | Sa    | So    |
| ----- | ----- | ----- | ----- | ----- | ----- | ----- | ----- |
| 13    |       |       |       |       |       | 1     | 2     |
| 14    | 3     | 4     | 5     | 6     | 7     | 8     | 9     |
| 15    | 10    | 11    | 12    | 13    | 14    | 15    | 16    |
| 16    | 17    | 18    | 19    | 20    | 21    | 22    | 23    |
| 17    | 24    | 25    | 26    | 27    | 28    | 29    | 30    |

| Mai | Mai | Mai | Mai | Mai | Mai | Mai | Mai |
| Kw  | Mo  | Di  | Mi  | Do  | Fr  | Sa  | So  |
| --- | --- | --- | --- | --- | --- | --- | --- |
| 18  | 1   | 2   | 3   | 4   | 5   | 6   | 7   |
| 19  | 8   | 9   | 10  | 11  | 12  | 13  | 14  |
| 20  | 15  | 16  | 17  | 18  | 19  | 20  | 21  |
| 21  | 22  | 23  | 24  | 25  | 26  | 27  | 28  |
| 22  | 29  | 30  | 31  |     |     |     |     |

| Juni | Juni | Juni | Juni | Juni | Juni | Juni | Juni |
| Kw   | Mo   | Di   | Mi   | Do   | Fr   | Sa   | So   |
| ---- | ---- | ---- | ---- | ---- | ---- | ---- | ---- |
| 22   |      |      |      | 1    | 2    | 3    | 4    |
| 23   | 5    | 6    | 7    | 8    | 9    | 10   | 11   |
| 24   | 12   | 13   | 14   | 15   | 16   | 17   | 18   |
| 25   | 19   | 20   | 21   | 22   | 23   | 24   | 25   |
| 26   | 26   | 27   | 28   | 29   | 30   |      |      |

| Juli | Juli | Juli | Juli | Juli | Juli | Juli | Juli |
| Kw   | Mo   | Di   | Mi   | Do   | Fr   | Sa   | So   |
| ---- | ---- | ---- | ---- | ---- | ---- | ---- | ---- |
| 26   |      |      |      |      |      | 1    | 2    |
| 27   | 3    | 4    | 5    | 6    | 7    | 8    | 9    |
| 28   | 10   | 11   | 12   | 13   | 14   | 15   | 16   |
| 29   | 17   | 18   | 19   | 20   | 21   | 22   | 23   |
| 30   | 24   | 25   | 26   | 27   | 28   | 29   | 30   |
| 31   | 31   |      |      |      |      |      |      |

| August | August | August | August | August | August | August | August |
| Kw     | Mo     | Di     | Mi     | Do     | Fr     | Sa     | So     |
| ------ | ------ | ------ | ------ | ------ | ------ | ------ | ------ |
| 31     |        | 1      | 2      | 3      | 4      | 5      | 6      |
| 32     | 7      | 8      | 9      | 10     | 11     | 12     | 13     |
| 33     | 14     | 15     | 16     | 17     | 18     | 19     | 20     |
| 34     | 21     | 22     | 23     | 24     | 25     | 26     | 27     |
| 35     | 28     | 29     | 30     | 31     |        |        |        |

| September | September | September | September | September | September | September | September |
| Kw        | Mo        | Di        | Mi        | Do        | Fr        | Sa        | So        |
| --------- | --------- | --------- | --------- | --------- | --------- | --------- | --------- |
| 35        |           |           |           |           | 1         | 2         | 3         |
| 36        | 4         | 5         | 6         | 7         | 8         | 9         | 10        |
| 37        | 11        | 12        | 13        | 14        | 15        | 16        | 17        |
| 38        | 18        | 19        | 20        | 21        | 22        | 23        | 24        |
| 39        | 25        | 26        | 27        | 28        | 29        | 30        |           |

| Oktober | Oktober | Oktober | Oktober | Oktober | Oktober | Oktober | Oktober |
| Kw      | Mo      | Di      | Mi      | Do      | Fr      | Sa      | So      |
| ------- | ------- | ------- | ------- | ------- | ------- | ------- | ------- |
| 39      |         |         |         |         |         |         | 1       |
| 40      | 2       | 3       | 4       | 5       | 6       | 7       | 8       |
| 41      | 9       | 10      | 11      | 12      | 13      | 14      | 15      |
| 42      | 16      | 17      | 18      | 19      | 20      | 21      | 22      |
| 43      | 23      | 24      | 25      | 26      | 27      | 28      | 29      |
| 44      | 30      | 31      |         |         |         |         |         |

| November | November | November | November | November | November | November | November |
| Kw       | Mo       | Di       | Mi       | Do       | Fr       | Sa       | So       |
| -------- | -------- | -------- | -------- | -------- | -------- | -------- | -------- |
| 44       |          |          | 1        | 2        | 3        | 4        | 5        |
| 45       | 6        | 7        | 8        | 9        | 10       | 11       | 12       |
| 46       | 13       | 14       | 15       | 16       | 17       | 18       | 19       |
| 47       | 20       | 21       | 22       | 23       | 24       | 25       | 26       |
| 48       | 27       | 28       | 29       | 30       |          |          |          |

| Dezember | Dezember | Dezember | Dezember | Dezember | Dezember | Dezember | Dezember |
| Kw       | Mo       | Di       | Mi       | Do       | Fr       | Sa       | So       |
| -------- | -------- | -------- | -------- | -------- | -------- | -------- | -------- |
| 48       |          |          |          |          | 1        | 2        | 3        |
| 49       | 4        | 5        | 6        | 7        | 8        | 9        | 10       |
| 50       | 11       | 12       | 13       | 14       | 15       | 16       | 17       |
| 51       | 18       | 19       | 20       | 21       | 22       | 23       | 24       |
| 52       | 25       | 26       | 27       | 28       | 29       | 30       | 31       |

## Ereignisse

### Politik und Weltgeschehen
- um 1200: In Deutschland leben ca. 10 Millionen Menschen.
- um 1200: Paris hat etwa 50.000 Einwohner.

#### Frankreich/England
- 2. Januar: Im Frieden von Péronne zwischen dem französischen König Philipp II. August und Graf Balduin IX. von Flandern erhält letzterer seine Eroberungen im Artois bestätigt. Am 23. Februar beginnt Balduin mit den Vorbereitungen für einen neuen Kreuzzug.

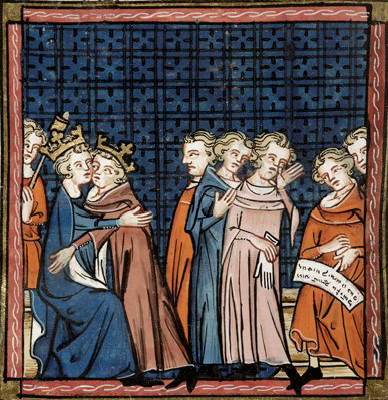
Philipp II. August und Johann Ohneland besiegeln ihren Frieden mit einem Kuss, Darstellung aus den Chroniques de Saint-Denis, 14. Jahrhundert

- 22. Mai: Im Vertrag von Le Goulet söhnen sich König Philipp II. von Frankreich und der englische König Johann Ohneland aus. In dem Vertrag akzeptiert der französische König Johann als Erben der festländischen Besitzungen des Angevinischen Reiches. Johann erkennt im Gegenzug den französischen König als seinen Lehnsherrn für seine Besitzungen in Frankreich an. Er muss dabei einige Grenzgebiete seines Reiches wie die Grafschaft Évreux, den Großteil des Vexin und das Berry an den französischen König abtreten. Im Gegenzug muss Johanns Neffe Arthur seine Erbansprüche aufgeben und dazu seinem Onkel als Herzog der Bretagne den Lehnseid leisten. Eine Heirat bekräftigt die Übereinkunft: Philipps Sohn Ludwig wird mit Blanka von Kastilien verlobt, einer Nichte Johanns. Blanka bringt die Herrschaften Châteaudun, Issoudun und Graçay mit in die Ehe, die bereits am nächsten Tag geschlossen wird.
- 24. August: Nach der Annullierung seiner Ehe mit Isabel von Gloucester heiratet Johann Ohneland in Angoulême die zwölfjährige Isabella von Angoulême, die eigentlich seit dem Frühjahr mit Hugo IX. von Lusignan verlobt ist.
- 8. Oktober: Erzbischof Hubert Walter krönt Isabella von Angoulême in der Westminster Abbey zur Königin von England.

#### Skandinavien

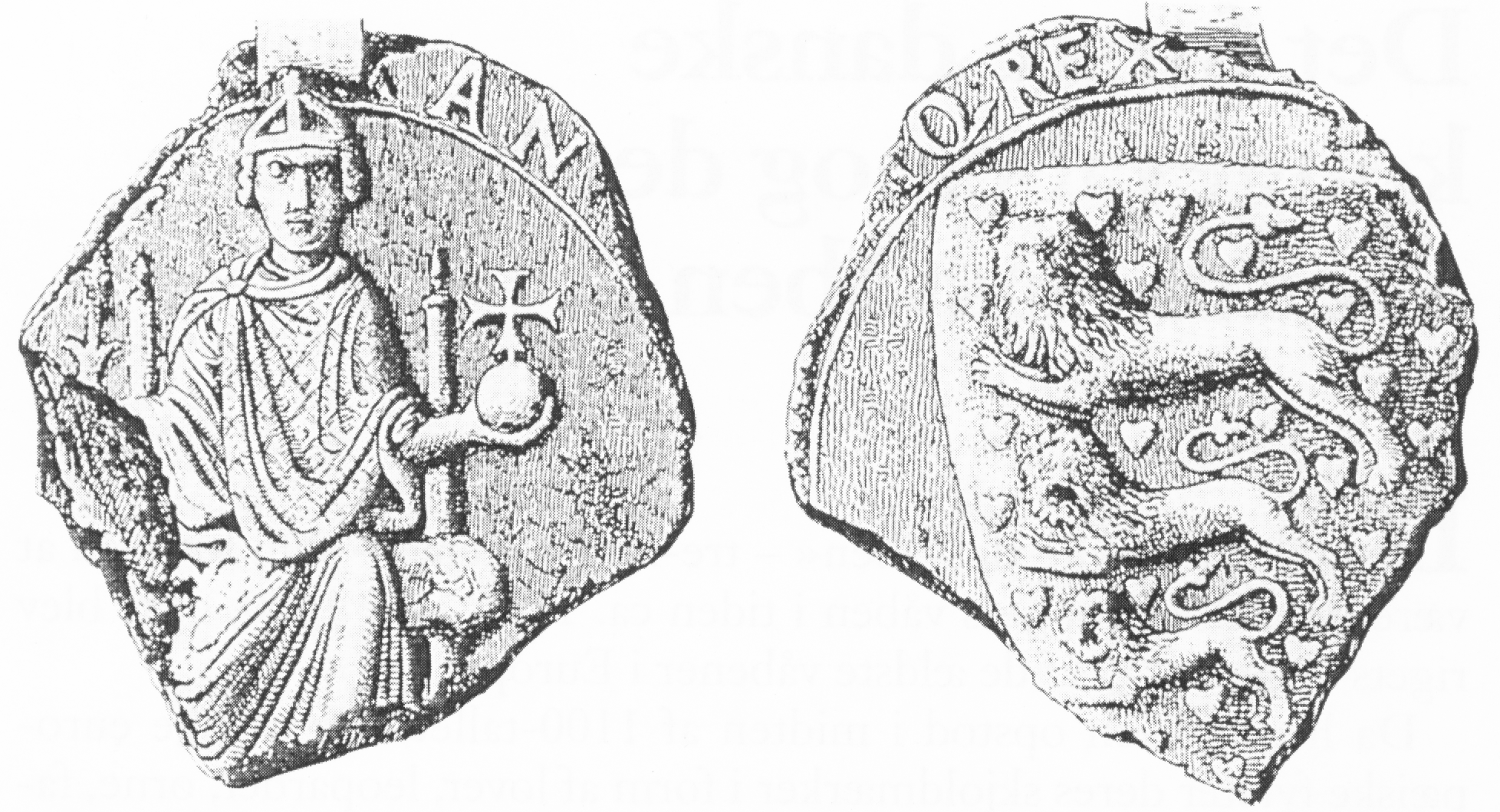
Siegel Knuts VI.

- 28. Dezember: König Knut VI. erlässt das Gesetz über Totschlag, in dem Strafmaß und Regress bei Totschlag geregelt werden. Dieses Gesetz zählt zu den nachweislich frühesten Erlassen der königlichen Gesetzgebung in Dänemark.

#### Afrika
- um 1200: Das westafrikanische Königreich Jolof wird gegründet.

#### Südamerika
- um 1200: Die Inka gründen die Stadt Cusco. Manco Cápac ist der erste (mythische) Herrscher.

#### Urkundliche Ersterwähnungen, Stadtrechte und Burgen
- 28. Dezember: Zwettl-Niederösterreich wird zur Stadt erhoben.
- Nürnberg erhält Stadtrecht.
- König Johann Ohneland verleiht Ipswich die Stadtrechte.
- Gonten, Mattwil, Scharans und Ulmiz werden erstmals urkundlich erwähnt.
- um 1200: Bau von Burg Lockenhaus, Schloss Frauenfeld, Burg Ramsberg (Donzdorf), Schloss Rethmar und Schloss Ried

### Wirtschaft
- um 1200: Die Burggrafen von Dohna prägen die ersten silbernen Brakteaten.
- um 1200: Die Satzung der Knudsgilde in Flensburg wird in dänischer Sprache aufgezeichnet. Vorbild ist die bereits bestehende Knudsgilde in der Stadt Schleswig.

### Wissenschaft und Technik
- um 1200: Der Silberstift als Vorläufer des Bleistifts kommt in Gebrauch (s. Chronologie der Technik).

#### Literatur

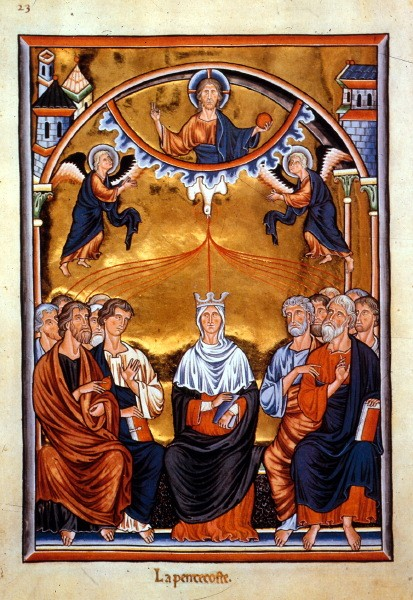
Bildseite aus dem Ingeborg-Psalter

### Kultur

#### Sonstiges
- um 1200: In der islamischen Welt ermöglicht die Verwendung von Girih-Kacheln erstmals ornamentale Konstruktionen extremer Komplexität.
- um 1200: In Europa wird im Schachspiel der Königssprung eingeführt.

### Religion

#### Buddhismus

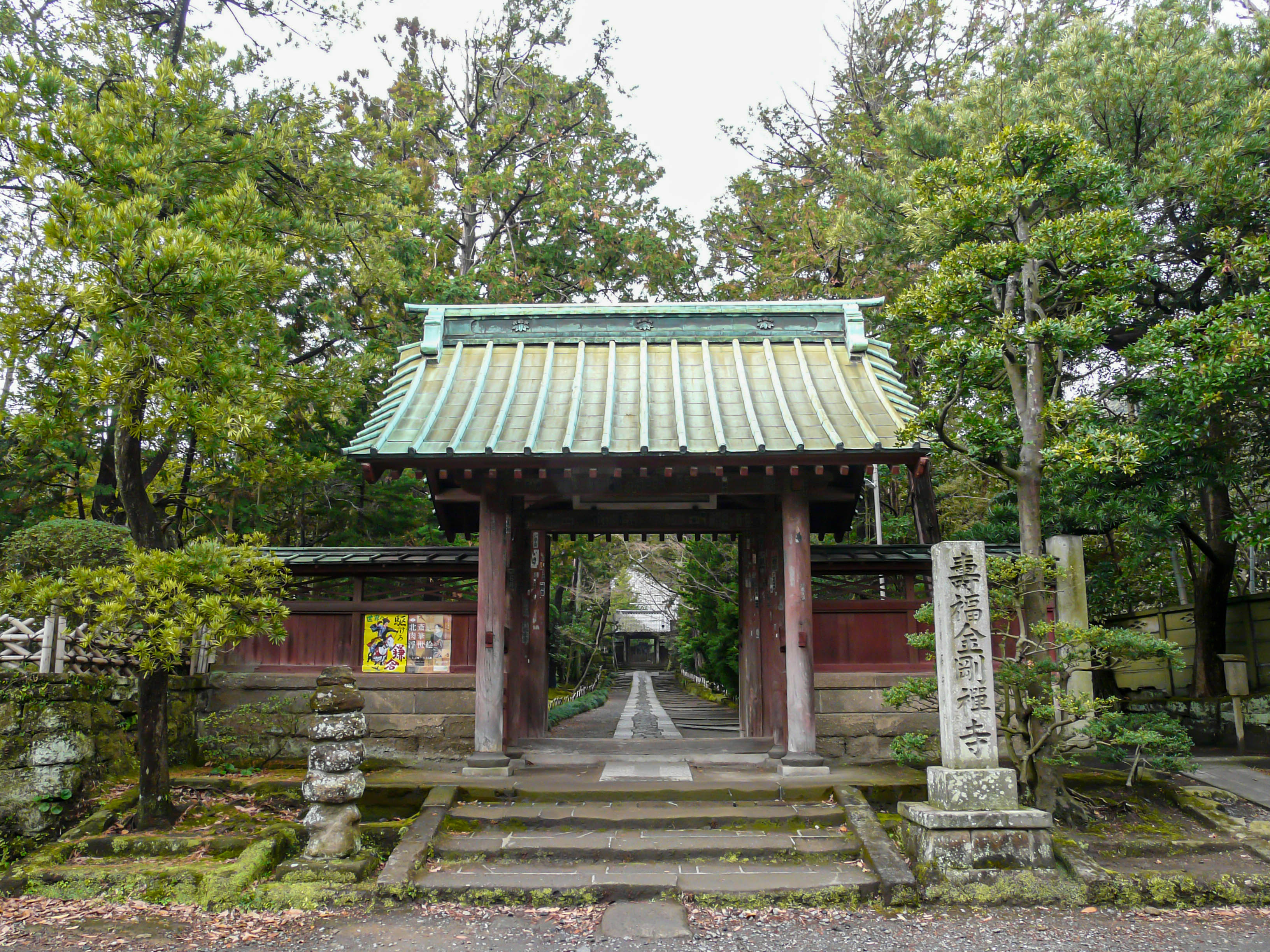
Das Haupttor des Jufuku-ji

- Jufuku-ji, ein buddhistischer Tempel des Kenchō-ji-Zweigs der Rinzai-shū in der japanischen Stadt Kamakura, wird zum Gedenken an den im Vorjahr verstorbenen ersten Kamakura-Shōgun Minamoto no Yoritomo gebaut. Als erster Vorsteher wird der buddhistische Mönch Eisai eingesetzt. Obwohl Eisai in erster Linie ein Zen-Meister ist, wird in den ersten Jahren vorrangig eine Mischform aus esoterischem Buddhismus und Zen am Jufuku-ji praktiziert

#### Christentum
- Eberhard von Regensberg wird Erzbischof von Salzburg als Nachfolger des am 8. April gestorbenen Adalbert III. von Böhmen. Seine Wahl wird von Papst Innozenz III. zunächst nicht anerkannt.
- 25. Oktober: Konrad I. von Wittelsbach, Erzbischof von Mainz, stirbt. Bei der Wahl zu seinem Nachfolger zeigt der deutsche Thronstreit seine Auswirkungen: Bei einer Doppelwahl wird von der staufischen Partei Leopold II. von Schönfeld, von den Welfen Siegfried II. von Eppstein gewählt.
- Die Comber Abbey in Wales und die Tinternparva Abbey in Irland werden gegründet.
- um 1200: Auf Grund der starken Stellung der Katharer und der Ausbreitung der Waldenser erreichen die gegen die Kirche gerichteten ketzerischen Strömungen einen Höhepunkt ihres Einflusses.

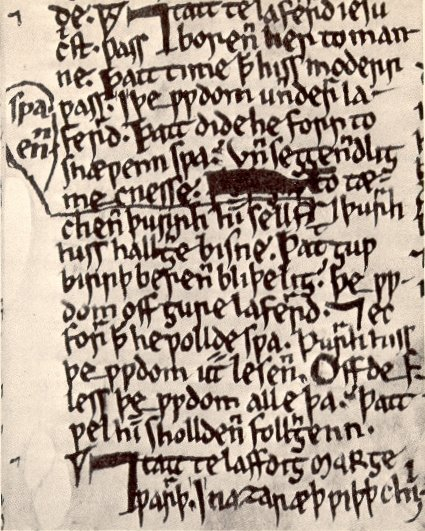
Ausschnitt einer Seite des Ormulums

- um 1200: Das Ormulum, ein Werk der biblischen Exegese in mittelenglischer Sprache, wird verfasst.

## Geboren

### Geburtsdatum gesichert
- 26. Januar: Dōgen, japanischer Zen-Meister († 1253)
- 9. Oktober: Isabel Marshal, englische Adelige, Ehefrau des deutschen Königs Richard von Cornwall († 1240)
- 28. Oktober: Ludwig IV., Landgraf von Thüringen und Pfalzgraf von Sachsen († 1227)

### Genaues Geburtsdatum unbekannt
- Alix von Thouars, Herzogin der Bretagne († 1221)
- Beatrijs von Nazareth, flämische Mystikerin († 1268)
- Jona Gerondi, katalanischer Rabbiner und Moralist († 1263 oder 1264)
- Johanna, Gräfin von Flandern und Hennegau († 1244)
- Philippa Mareri, italienische Äbtissin und Klostergründerin († 1236)

### Geboren um 1200
- Albert von Pisa, italienischer Franziskaner († 1240)
- Albertus Magnus, dominikanischer Theologe, Philosoph und Naturforscher († 1280)
- Arnulf von Löwen, flämischer Abt der Zisterzienser und Dichter († 1250)
- Bartholomaeus Brixiensis, italienischer Kirchenrechtler († 1258)
- Bartolomeo di Breganze, Bischof von Vicenza († 1270)
- David von Augsburg, deutscher Franziskaner und Theologe († 1272)
- Alexis Falconieri, italienischer Heiliger, Ordensgründer († 1310)
- Haymo von Faversham, englischer Franziskaner und Gelehrter († 1243)
- Gruffydd ap Llywelyn Fawr, walisischer Fürst von Gwynedd († 1244)
- Heinrich I. von Rusteberg, Bischof von Hildesheim († 1257)
- Hugo von Saint-Cher, Dominikaner, Kardinal, Berater und Diplomat sowie Bibelkommentator († 1263)
- Irene Laskarina, byzantinische Prinzessin, Kaiserin von Nikäa († 1241)
- Irmengard bei Rhein, Markgräfin von Baden († 1260)
- Johann I. von Brakel, Bischof von Hildesheim († 1260)
- Lukas von Padua, Schüler des heiligen Franziskus von Assisi († 1285)
- Mafalda von Portugal, Königin von Kastilien und Nonne († 1257)
- Matthäus Paris, englischer Geschichtsschreiber († 1259)
- Peter, Graf von Vendôme († 1249)
- Rudolf von Ems, deutscher Epiker († um 1254)
- Ulrich von Liechtenstein, mittelhochdeutscher Dichter und Minnesänger († 1275)
- Jacques Pantaléon, unter dem Namen Urban IV. Papst († 1264)
- William de Ferrers, 5. Earl of Derby, englischer Magnat († 1254)

## Gestorben

### Todesdatum gesichert
- 13. Januar: Otto I., Pfalzgraf von Burgund (* 1170)
- 15. Januar: Ulrich von Veringen, Abt im Kloster St. Gallen

- 02. Februar: Albrecht II. von Cuyk, Bischof von Lüttich (* um 1134)
- 06. Februar: Kajiwara Kagetoki, japanischer General
- 13. Februar: Stefan Nemanja, serbischer Großžupan

- 03. März: Otto von Henneberg, Bischof von Speyer
- 08. April: Adalbert III. von Böhmen, Erzbischof von Salzburg (* 1145)
- 23. April: Ekkehard, Bischof von Gurk
- 25. Mai: Nikolaus I., Fürst von Mecklenburg

- 02. Juni: John of Oxford, Bischof von Norwich
- 04. Juni: Heinrich I., Regent der Grafschaft Arnsberg (* um 1128)
- 21. Juni: Prepodobna Anastasija Srpska, serbisch-orthodoxe Heilige

- 04. Juli: Tekisch, Choresm-Schah
- 13. August: Siegfried, Abt der Reichsabtei Hersfeld (* um 1130)

- 25. Oktober: Konrad I. von Wittelsbach, Erzbischof von Mainz, Kardinalbischof (* um 1120–1125)
- 16. November: Hugo von Lincoln, Bischof von Lincoln (* 1140)

- 19. Dezember: Roland, Lord of Galloway, schottischer Magnat (* vor 1150)
- 20. Dezember: Adélaïde de Toulouse, Vizegräfin von Béziers und Carcassonne
- 20. Dezember: Gilbert Hérail, Großmeister des Templerordens

### Genaues Todesdatum unbekannt
- Hermann von Ortenburg, Gegenbischof von Gurk (* 1147)
- Mercadier, französischer Söldnerführer
- Sigurd Lavard, norwegischer Heerführer der Birkebeiner, Sohn von König Sverre
- Zhu Xi, bedeutender Neokonfuzianer Chinas (* 1130)

### Gestorben um 1200
- Alber von Windberg, bayerischer Geistlicher und Dichter
- Bruno III. von Berg, Erzbischof von Köln (* vor 1155)
- Dietrich I., Graf zu Wied
- Heinrich von Veldeke, mittelhochdeutscher Dichter (* um 1150)
- Nigellus de Longchamp, englischer mittellateinischer Dichter und Satiriker (* um 1130)